# West Kirby
West Kirby è un paese di 7.680 abitanti della contea del Merseyside, in Inghilterra.